# 堺看護専門学校

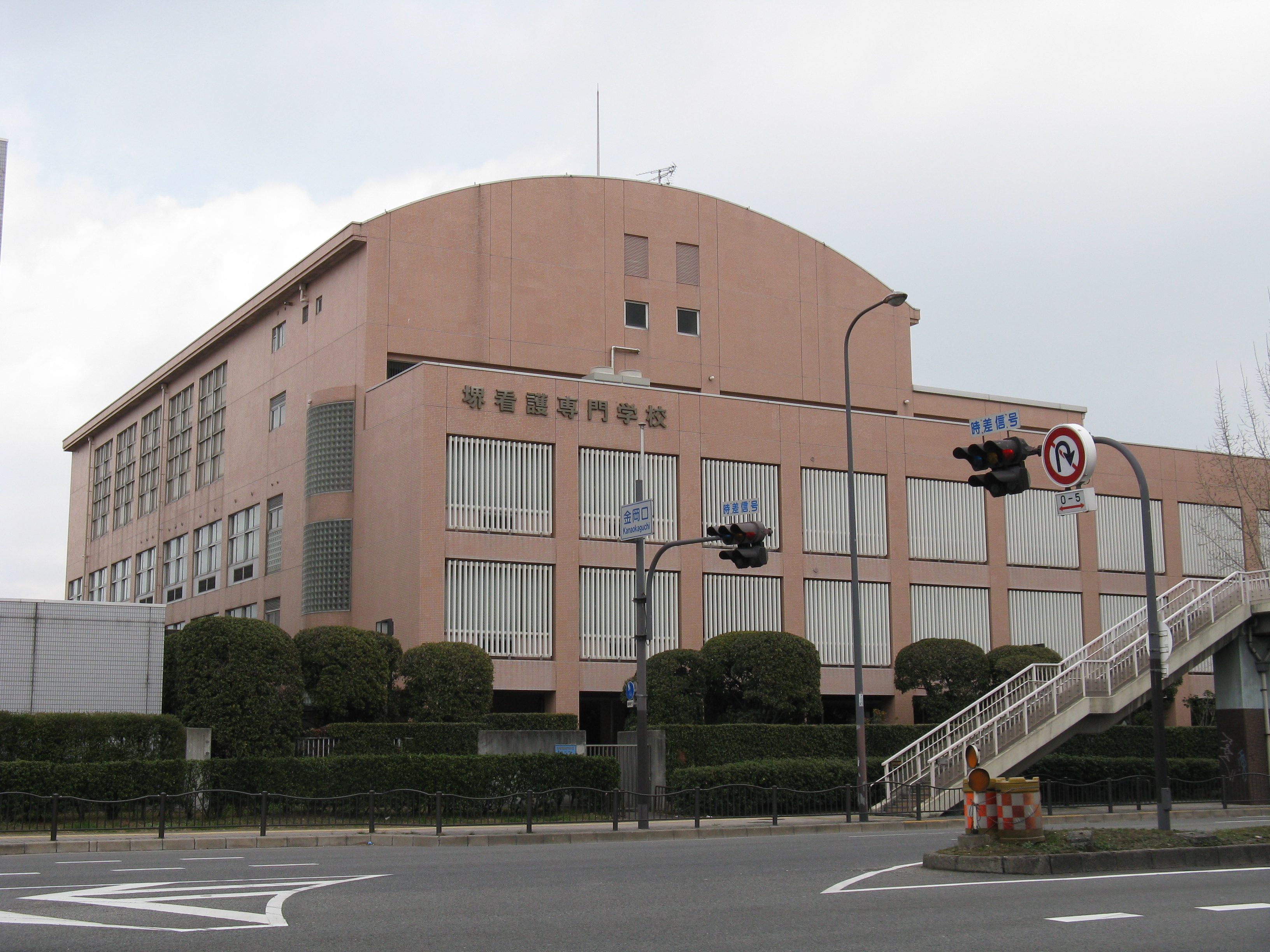
堺看護専門学校

堺看護専門学校（さかいかんごせんもんがっこう）は、一般社団法人堺市医師会が運営する大阪府堺市北区にある専修学校。募集人数は、専門課程が看護第1学科40人、看護第2学科40人。

## 沿革
- 1962年 阪南准看護学院として開校
- 1966年 堺市医師会附属阪南准看護学院と改称
- 1973年 堺市医師会附属堺准看護学院と改称
- 1985年 現校名となる
- 2023年 高等課程准看護科が閉科となる

## 学科
- 看護第1学科
- 看護第2学科

## 所在地
- 〒591-8021 大阪府堺市北区新金岡町5丁10番1号